# Miya
Masaaki Yaguchi (矢口雅哲 , Yaguchi Masaaki?), född den 26 juli 1979 i Ishioka, är en japansk musiker. Han är mest känd som gitarrist och ledare i rockbandet MUCC i vilket han går under artistnamnet Miya (ミヤ). En kort period använde han även kanjitecknet 雅 som alias då det kan uttalas "miya". Miyas huvudsakliga instrument är gitarr (han använder mestadels sjusträngade gitarrer) men han kan även spela piano, trummor och bas. I MUCC körsjunger han även.
Redan i tidig ålder blev Miya, yngst av tre syskon, undervisad i att spela piano av sin mor som var pianolärare. Han ville senare börja spela trummor, men hans föräldrar tyckte att det var alldeles för högljut och han fick istället börja spela gitarr. När Miya var sju år gammal dog hans far i en bilolycka där han själv var medpassagerare. Musiken blev ett sätt för honom att hantera sorgen och frustrationen efter faderns bortgång, som också delvis var grund till de mörka och deprimerande låttexter Miya skrev i början av sin karriär. Låten "Danzetsu" från MUCC:s album Tsuuzetsu tar till exempel upp faderns död.
1997 grundade Miya MUCC tillsammans med Tatsurou, Hiro och Satochi då de alla gick i samma årskurs på gymnasiet. Miya är bandets ledare och huvudsakliga låtskrivare och producerar även huvuddelen av deras musik. Miya har också producerat Daishis debutsingel och medproducerat två av bandet La Vie en Roses album. Han medproducerade även Girugameshs självbetitlade album från 2007 och körade i två sånger på skivan. Vid sidan av MUCC är Miya också gitarrist i sessionsbandet GeKiGaKutai som hittills släppt ett album.
2021 Startade Miya även bandet Petite Brabançon tillsammans med bland andra Kyo i Dir en grey och Yukihiro i L'Arc-en-Ciel.